# Divizia Națională 2008-2009
La Divizia Națională 2008-2009 è la 18ª edizione del massimo campionato di calcio moldavo. Ebbe inizio il 2 luglio 2008 per concludersi il 17 maggio 2009. Lo Sheriff Tiraspol ha vinto il titolo per la nona volta consecutiva.

## Formula
Invariato il numero di squadre (12) che disputarono il campionato e che si incontrarono 3 volte per un totale di 33 giornate.
Il FC Politehnica Chișinău si ritirò a metà novembre facendo sì che nessuna squadra venne retrocessa in Divizia A.
Le squadre partecipanti alle coppe europee furono quattro: la squadra campione si qualificò alla UEFA Champions League 2009-2010, la seconda e la terza classificata insieme alla vincitrice della coppa nazionale alla UEFA Europa League 2009-2010

## Squadre
| Squadra                          | Città    | Stadio | Stagione 2007-2008   |
| -------------------------------- | -------- | ------ | -------------------- |
| FC Dinamo Bender                 | Bender   |        | 9°                   |
| FC Politehnica Chișinău          | Chișinău |        | 11°                  |
| Dacia Chișinău                   | Chișinău |        | 2°                   |
| Tiligul-Tiras Tiraspol           | Tiraspol |        | 7°                   |
| Zimbru Chișinău                  | Chișinău |        | 5°                   |
| Nistru Otaci                     | Otaci    |        | 3°                   |
| Sheriff Tiraspol                 | Tiraspol |        | Campione di Moldavia |
| FC Tiraspol                      | Tiraspol |        | 4°                   |
| Olimpia Bălți                    | Bălți    |        | 8°                   |
| Football Club Iskra-Stal Rîbnița | Rîbnița  |        | 6°                   |
| CSCA-Rapid Chișinău              | Chișinău |        | 10°                  |
| Academia UTM Chișinău            | Chișinău |        | Divizia A            |

## Classifica
|  | Pos. | Squadra                 | Pt | G  | V  | N  | P  | GF | GS | DR  |
|  | ---- | ----------------------- | -- | -- | -- | -- | -- | -- | -- | --- |
|  | 1.   | Sheriff Tiraspol        | 78 | 30 | 25 | 3  | 2  | 61 | 15 | +46 |
|  | 2.   | Dacia Chișinău          | 63 | 30 | 20 | 3  | 7  | 47 | 17 | +30 |
|  | 3.   | Iskra-Stal              | 52 | 30 | 14 | 10 | 6  | 28 | 15 | +13 |
|  | 4.   | Zimbru Chișinău         | 46 | 30 | 13 | 7  | 10 | 42 | 30 | +12 |
|  | 5.   | Dinamo Bender           | 42 | 30 | 11 | 9  | 10 | 42 | 45 | -3  |
|  | 6.   | Zarea Bălți             | 40 | 30 | 11 | 7  | 12 | 30 | 32 | -2  |
|  | 7.   | Tiraspol                | 32 | 30 | 9  | 5  | 16 | 30 | 36 | -6  |
|  | 8.   | Nistru Otaci            | 30 | 30 | 8  | 6  | 16 | 30 | 43 | -13 |
|  | 9.   | CSCA-Rapid Chișinău     | 29 | 30 | 7  | 8  | 15 | 28 | 47 | -19 |
|  | 10.  | Tiligul-Tiras Tiraspol  | 25 | 30 | 7  | 4  | 19 | 24 | 60 | -36 |
|  | 11.  | Academia Chișinău       | 24 | 30 | 6  | 6  | 18 | 27 | 29 | -22 |
|  | 12.  | FC Politehnica Chișinău | 0  | 0  | 0  | 0  | 0  | 0  | 0  | 0   |

Legenda:

      Campione di Moldavia
      Qualificata alla UEFA Europa League
      Retrocessa in Divizia A
Note:

Tre punti a vittoria, uno a pareggio, zero a sconfitta.

## Verdetti
- Campione: Sheriff Tiraspol
- Qualificato alla UEFA Champions League: Sheriff Tiraspol (al primo turno preliminare)
- Qualificato alla UEFA Europa League: FC Iskra-Stal Rîbnița, Dacia Chișinău, Zimbru Chișinău
- Retrocessa in Divizia "A": FC Politehnica Chișinău